# Anselmo Fuerte
Anselmo Fuerte Abelenda (Madrid, 27 de enero de 1962) es un exciclista español, profesional de 1985 a principios de los 90.

## Biografía
Se crio en el barrio madrileño de El Batán y trabajó en una empresa de fabricación de bicicletas. Hizo su debut como profesional, tras la victoria en la Vuelta a la Comunidad de Madrid en 1984. Destacó como un buen escalador, pero no suficientemente competitivo en contrarreloj, lo que le impidió dar un salto adelante en su palmarés.
Sus mejores resultados fueron los dos terceros puestos logrados en las Vueltas a España de 1988 y 1990. En la Vuelta, también fue 7.º en 1987 y 9.º en 1986.
En el Tour de Francia, su mejor actuación fue la de la edición de 1987, en la que finalizó 8.º. En las ediciones de 1987 y 1989, logró sendos segundos puestos en etapas de alta montaña.
En 1991, Fuerte partía como favorito para ganar la Vuelta a España, pero su compañero de equipo Melchor Mauri, que consiguió el maillot amarillo en la primera etapa, ganó aquella edición.
Tras su retirada del ciclismo profesional, Fuerte ha sido comentarista de ciclismo para la cadena radiofónica SER y ha colaborado con la "Asociación Deporte y Vida". Tres años después de su retirada, obtuvo el título de director deportivo.

## Palmarés
1986
- 1 etapa de la Vuelta al País Vasco

1987
- Vuelta a Aragón

1988
- 3.º de la Vuelta a España

1990
- 3.º de la Vuelta a España

## Resultados en las Grandes Vueltas
| Carrera         | 1985  | 1986 | 1987 | 1988 | 1989 | 1990 | 1991 | 1992 | 1993 |
| --------------- | ----- | ---- | ---- | ---- | ---- | ---- | ---- | ---- | ---- |
| Giro de Italia  | -     | -    | -    | -    | -    | -    | -    | 49.º | -    |
| Tour de Francia | 109.º | 31.º | 8.º  | Ab.  | 26.º | 24.º | 37.º | -    | -    |
| Vuelta a España | -     | 9.º  | 7.º  | 3.º  | Ab.  | 3.º  | Ab.  | -    | 45.º |